# Машат (Тюлькубаський район)
Маша́т (каз. Машат) — село у складі Тюлькубаського району Туркестанської області Казахстану. Адміністративний центр Машатського сільського округу.
Населення — 1159 осіб (2021; 1402 у 2009, 1260 у 1999, 1097 у 1989).